# Xia-klass
Xia-klass (eller Type-092) är den kinesiska flottans första strategiska kärnvapenubåt. Xia är en utveckling av Kinas enda typ av atomubåt Han Type 091, som kom i tjänst under slutet av 1970-talet.
Konstruktionen av Xia påbörjades redan 1970 men på grund av den så kallade kulturrevolutionen försenades arbetet under en lång tid. Först 1981 kunde ubåten sjösättas. Xia bär på 12 stycken ballistiska robotar av typen JL-1. Även dessa hade man många tekniska problem med och inte förrän 1988 kunde ett lyckat uppskjutningstest genomföras. Sedan 1991 bär Xia på en uppdaterad variant av JL-1 kallad JL-1A. Det finns även en helt ny typ av robot under utveckling, JL-2. Om denna ska användas av Xia-klassen eller bara av Kinas nästa generation ubåtar (Type-094) är dock oklart.
Enligt den allmänna uppfattningen utanför Kina ligger Xia-klassen långt ifrån den standard inom elektronik och tysthet som dess systerfartyg i USA och Ryssland innehar. 
Under åren 1995 och 2001 genomgick Xia flera moderniseringar.